# Weberocereus tunilla subsp. biolleyi
Weberocereus biolleyi (F.A.C.Weber) Britton & Rose es una especie de planta fanerógama de la familia Cactaceae.

## Distribución
Es endémica de Costa Rica y Nicaragua. Es una especie muy rara en la vida silvestre.

## Descripción
Sin epífitas, con tallos colgantes, de hasta 2 m de largo, mayormente 4-angulados o a veces 3-angulados a aplanados, 4–8 mm de diámetro; aréolas desnudas, con escamas gruesas subyacentes, ocasionalmente con 1–3 espinas de 1–3 mm de largo. Flores 4–7 cm de largo; tubo receptacular 1–2 cm de largo; partes sepaloides del perianto verde-amarillentas a rojizas; partes petaloides del perianto blancas; ovario tuberculado, aréolas inferiores con cerdas de 3–6 mm de largo, blancas, algo persistentes en fruto, estilo y lobos del estigma blancos. Frutos ovoides, 2–3 cm de largo, tuberculados, carnosos, rojos; semillas de 2 mm de largo y 1.5 mm de ancho, negras.

## Taxonomía
Weberocereus biolleyi fue descrita por (F.A.C.Weber) Britton & Rose y publicado en Contributions from the United States National Herbarium 12(10): 431. 1909.
Etimología
Weberocereus: nombre genérico que fue otorgado en honor del botánico francés y experto dn cactus, Frédéric Albert Constantin Weber.
biolleyi: epíteto otorgado en honor del profesor y naturalista suizo Paul A. Biolley (1862–1908).
Sinonimia
- Rhipsalis biolleyi
- Cereus biolleyi